# Shanghai Putailai
Shanghai Putailai, även känt som PTL, formellt Shanghai Putailai New Energy Technology Co., Ltd., är ett företag baserat i Shanghai, Kina och grundat 2012. Företaget producerar bland annat anodmaterial för litiumjonbatterier.  Företaget planerade tidigare att bygga en stor anläggning för produktion av artificiell grafit i Torsboda industripark i Söråker i Timrå kommun. Grafiten ingår i det anodmaterial som företaget avsåg att leverera till Northvolt och andra aktörer för tillverkning av battericeller till elbilar.
PTL börsintroducerades på Shanghaibörsen 2017. Det har sedan dess expanderat globalt genom flera förvärv och investeringar, inklusive etableringen av produktionsanläggningar i Sichuan och Jiangsu.

## Produkter
Företaget är specialiserat på forskning, utveckling, produktion och försäljning av anodmaterial för litiumjonbatterier. Anoderna består av en tunn film av koppar. På det läggs grafit och kiselmonoxid för att öka effektiviteten i batteriet.
Företaget utvecklar och tillverkar även produkter och material för processutrustning samt kisel, hard coal (kol som inte omvandlas till grafit vid värmebehandling), aluminiumbelagd plastfilm till förpackningar, belagda membran och nanopartiklar av aluminium.

## Verksamhet i Sverige
PTL planerade att göra en betydande investering i Sverige genom att bygga en anläggning för storskalig tillverkning av anodmaterial i Torsboda industripark vid bostadsområdet Söråker i Timrå kommun. Industriparken ägs av Timrå och Sundsvalls kommun i Västernorrlands län. Anläggningen förväntades skapa cirka 1 900 jobb och få en viktig roll i den gröna omställningen till elfordon och energilagring. Beslutet att börja bygga anläggningen offentliggjordes i maj 2023.
I december 2024 ställde emellertid Inspektionen för strategiska produkter (ISP) stränga villkor på verksamheten, med hänvisning till en lag från november 2023 om utländska direktinvesteringar i svenska företag som bedriver skyddsvärd verksamhet. Putelai valde då att avbryta den planerade investeringen.

## Finansiell information
För verksamhetsåret 2023 rapporterade företaget en omsättning på 14,68 miljarder CNY (omkring 20,4 miljarder SEK) och en nettoinkomst på 1,65 miljarder CNY (2,3 miljarder SEK), med över 11 630 anställda.